# Ditrichocorycaeus americanus
Ditrichocorycaeus americanus – gatunek widłonoga z rodziny Corycaeidae. Nazwa naukowa tego gatunku skorupiaków została opublikowana w 1949 roku przez amerykańską zoolog Mildred Stratton Wilson.